# Orbea semota
Orbea semota är en oleanderväxtart. Orbea semota ingår i släktet Orbea och familjen oleanderväxter.

## Underarter
Arten delas in i följande underarter:
- O. s. orientalis
- O. s. semota